# Kiyoko Ishiguro
Kiyoko Ishiguro (4 mars 1901 – 5 décembre 2015) était une supercentenaire japonaise dont l'âge a été validé par le Groupe de recherche en gérontologie (GRG). Elle était la deuxième personne la plus âgée du Japon et la cinquième personne la plus âgée du monde à son décès, le 5 décembre 2015. Elle était également la doyenne de la préfecture de Kanagawa. Elle est, en août 2025, la 93e personne la plus âgée jamais enregistrée au monde.

## Biographie
Au cours de ses dernières années, Kiyoko Ishiguro utilisait un tube respiratoire. Kiyoko Ishiguro est décédée le 5 décembre 2015 à l'âge de 114 ans et 276 jours. Chiyo Miyako lui a succédé comme doyenne de la préfecture de Kanagawa.